# Uta Ranke-Heinemann
Pour les articles homonymes, voir Heinemann.
Uta Ranke-Heinemann est une théologienne allemande, née le 2 octobre 1927 à Essen et morte le 25 mars 2021 dans la même ville.

## Biographie
Elle est l’auteur de plusieurs ouvrages, dont le livre à succès Des eunuques pour le royaume des cieux, qui lui vaut un rayonnement international.
Convertie du protestantisme au catholicisme, elle devient docteur en théologie catholique en 1954. Uta Ranke-Heinemann, fille de Gustav Heinemann, ancien président de la République d’Allemagne et de Hilda Heinemann, est la première femme au monde à obtenir — en 1970 — une chaire d’enseignement supérieur de théologie catholique. Auparavant, l’Église catholique ne décernait pas de grades universitaires aux femmes régulièrement inscrites dans les universités pontificales.  
Elle est ainsi professeur d’histoire de l’Église et du Nouveau Testament à l’université de Essen.
En 1987, elle est interdite d’enseignement. Sans avoir reçu de sentence d'excommunication, elle se présente elle-même comme excommuniée (latæ sententiæ) pour hérésie en vertu du canon 1364, ayant déclaré avoir des doutes persistants sur la conception virginale.
Elle exprime un crédo négatif en sept points :
1. La Bible n'est pas le verbe de Dieu, mais une création humaine
2. Que Dieu existe en trois personnes est une création de l'imagination humaine
3. Jésus-Christ est homme et non Dieu
4. Marie est la mère de Jésus et non la mère de Dieu
5. Dieu a créé les cieux et la terre, l'enfer est une invention humaine
6. Le diable et le péché originel n'existent pas
7. Une rédemption sanglante sur la Croix est le sacrifice païen d'un être humain, basé sur un modèle religieux datant de l'âge de pierre[3],[4].